# Đinh Thiện Lý
Đinh Thiện Lý (tiếng Trung: 丁善理; Wade-Giles: Ting Shan-li; bính âm: Dīng Shànlǐ; tiếng Anh: Lawrence Ting; 25 tháng 1 năm 1939 – 23 tháng 9 năm 2004) là một binh sĩ và doanh nhân người Đài Loan. Ông là người sáng lập Công ty Phú Mỹ Hưng và được xem là một trong những nhà đầu tư nước ngoài lớn nhất tại Việt Nam.
Năm 2007, ông được Chủ tịch nước Việt Nam Nguyễn Minh Triết truy tặng Huân chương Hữu nghị.